# Сантос, Дуглас (1994)
Дуглас дос Сантос Жустино де Мело (порт.-браз. Douglas dos Santos Justino de Melo; род. 22 марта 1994, Жуан-Песоа[…]), или же просто Дуглас Сантос (порт.-браз. Douglas Santos) — бразильский и российский футболист, защитник и капитан клуба «Зенит». Победитель Олимпийских игр 2016 года в Рио-де-Жанейро.

## Клубная карьера
Воспитанник клуба «Наутико Ресифи». 16 февраля 2012 года в матче Лиги Пернамбукано против «Сентрала» он дебютировал за основную команду. 26 февраля в поединке против «Бело Жардим» Сантос забил свой первый гол за «Наутико». 19 июля в матче против «Понте-Прета» Сантос дебютировал в бразильской Серии А. Летом 2013 года он перешёл в испанскую «Гранаду», подписав контракт на пять лет. Сумма трансфера составила 2,3 млн евро. Сантос почти сразу же был отдан в аренду клубу-партнеру итальянскому «Удинезе», а затем и выкуплен им. 21 декабря в матче против «Ливорно» он дебютировал в итальянской Серии A.
Сантос не смог выиграть конкуренцию за место в основе и спустя год вернулся на родину на правах аренды. Его новым клубом стал «Атлетико Минейро». 31 августа в матче против «Коритибы» он дебютировал за новую команду. 19 октября в поединке против «Шапекоэнсе» Сантос забил свой первый гол за «Атлетико Минейро». Летом 2015 года клуб выкупил трансфер Сантоса за 3 млн евро, подписав с ним контракт на четыре года. В том же году он стал обладателем Кубка Бразилии. В 2015 году Сантос помог команде выиграть Лигу Минейро и завоевать серебряные медали чемпионата. 7 мая матче Кубка Либертадорес против «Интернасьонала» он забил гол.
Летом 2016 года Сантос перешёл в немецкий «Гамбург». Сумма трансфера составила 7,5 млн евро. 17 сентября в матче против «РБ Лейпциг» он дебютировал в немецкой Бундеслиге. В марте 2018 года в поединке против столичной «Герты» Дуглас забил свой первый гол за «Гамбург». По итогам сезона клуб вылетел во Вторую Бундеслигу, но Сантос остался в команде.
Летом 2019 года Сантос перешёл в российский «Зенит», подписав контракт на 5 лет. Сумма трансфера составила 10,8 млн евро. Дебютировал 14 июля в домашней игре первого тура против «Тамбова» (2:1). В игре 4-го тура против «Краснодара» забил автогол на 80-й минуте.
Зимой 2023 года после ухода Деяна Ловрена стал капитаном команды.
21 октября 2024 года получил российское гражданство. В ноябре ФИФА разрешила Дугласу также сменить футбольное гражданство на российское.

## Карьера в сборной
В 2013 году в составе молодёжной сборной Бразилии Сантос принял участие в молодёжном чемпионате Южной Америки в Аргентине. На турнире он был запасным и на поле так и не вышел.
В составе молодёжной национальной команды Сантос дважды выиграл Турнир в Тулоне.
В 2016 году в составе олимпийской сборной Бразилии Сантос выиграл в Олимпийские игры в Рио-де-Жанейро. На турнире он сыграл в матчах против команд ЮАР, Ирака, Дании, Колумбии, Гондураса и Германии.
30 мая 2016 года в товарищеском матче против сборной Панамы Сантос дебютировал за сборную Бразилии. В том же году он принял участие в Кубке Америки в США. На турнире он был запасным и на поле не вышел.
В марте 2025 года попал в расширенные списки одновременно сборной Бразилии и сборной России.

## Достижения

### Командные
«Атлетико Минейро»
- Чемпион Лиги Минейро — 2015
- Обладатель Кубка Бразилии — 2014

«Зенит»
- Чемпион России — 2019/20, 2020/21, 2021/22, 2022/23, 2023/24
- Обладатель Кубка России — 2019/20, 2023/24
- Обладатель Суперкубка России — 2020, 2021, 2022, 2023, 2024

### В сборной
Бразилия (до 23)
- Олимпийский чемпион — 2016

### Личные
- Обладатель «Серебряного мяча» Бразилии: 2015
- В списке 33 лучших футболистов чемпионата России (6):
  - № 1 — 4 раза: 2020/2021, 2021/2022, 2022/2023, 2023/2024
  - № 2 — 1 раз: 2024/2025
  - № 3 — 1 раз: 2019/2020